# オクトパスの神秘: 海の賢者は語る
『オクトパスの神秘: 海の賢者は語る』（My Octopus Teacher）は、ピッパ・エアリックとジェームズ・リード監督による2020年のNetflixオリジナルのドキュメンタリー映画である。南アフリカの藻場で野生のマダコとの信頼関係を築こうとする映画製作者のクレイグ・フォスターの1年間がとらえられている。

## キャスト
- クレイグ・フォスター（英語版）
- トム・フォスター

## 製作
シー・チェンジ・プロジェクト、オフ・ザ・フランス、ZDFエンタープライズとの提携で『オクトパスの神秘: 海の賢者は語る』はエレン・ワインドマスによって製作総指揮された。監督はピッパ・エアリックとジェームズ・リードが務めた。撮影監督は水中カメラマンのロジャー・ホロックスが務め、彼とフォスター自身が撮った映像が使用された。同じ場所で彼らによって撮影され、映画では使われなかった水中映像がブルー・プラネットIIの第5話で使用された。
フォスターはシー・チェンジ・プロジェクトを通してプロデューサーを務め、また彼の妻でインド人の環境ジャーナリストのスワティ・ティヤガラジャンはプロダクション・マネージャーを務めた。
フォスターは2010年に撮影を開始した。Netflixオリジナル作品として配信された初の南アフリカの自然ドキュメンタリーとなった。

## 公開
2020年9月4日にポーランドのミレニアム・ドックス・アゲインスト・グラヴィティ映画祭で上映された。2020年9月7日にNetflixで配信開始された。

## 受賞とノミネート
| 賞                                                 | 授賞式開始日   | 部門                         | 候補                                                           | 結果       | 参照   |
| -------------------------------------------------- | -------------- | ---------------------------- | -------------------------------------------------------------- | ---------- | ------ |
| アカデミー賞                                       | 2021年4月25日  | 長編ドキュメンタリー映画賞   | ピッパ・エアリック、ジェームズ・リード、クレイグ・フォスター   | 受賞       | [ 10 ] |
| ラブミークレイジー! 科学映画祭                     | 2021年2月4日   | ドキュメンタリー賞           | 『オクトパスの神秘: 海の賢者は語る』                           | 受賞       | [ 11 ] |
| シネマ・アイ・オナーズ賞                           | 2021年3月9日   | 観客賞                       | ピッパ・エアリック、ジェームズ・リード                         | ノミネート | [ 12 ] |
| シネマ・アイ・オナーズ賞                           | 2021年3月9日   | 撮影賞                       | ロジャー・ホロックス                                           | ノミネート | [ 12 ] |
| クリティクス・チョイス・ドキュメンタリー・アワード | 2020年11月16日 | 撮影賞                       | ロジャー・ホロックス                                           | 受賞       | [ 13 ] |
| クリティクス・チョイス・ドキュメンタリー・アワード | 2020年11月16日 | 科学・自然ドキュメンタリー賞 | 『オクトパスの神秘: 海の賢者は語る』                           | 受賞       | [ 13 ] |
| クリティクス・チョイス・ドキュメンタリー・アワード | 2020年11月16日 | ナレーション賞               | クレイグ・フォスター                                           | ノミネート | [ 14 ] |
| クリティクス・チョイス・ドキュメンタリー・アワード | 2020年11月16日 | ドキュメンタリー賞           | 『オクトパスの神秘: 海の賢者は語る』                           | ノミネート | [ 14 ] |
| アーシックス映画祭                                 | 2020年4月26日  | 長編映画賞                   | 『オクトパスの神秘: 海の賢者は語る』                           | 受賞       | [ 15 ] |
| 広州国際ドキュメンタリー映画祭                     | 2020年12月17日 | ドキュメンタリー監督賞       | ピッパ・エアリック、ジェームズ・リード                         | 受賞       | [ 16 ] |
| ヒューストン映画批評家協会賞                       | 2021年1月18日  | ドキュメンタリー作品賞       | 『オクトパスの神秘: 海の賢者は語る』                           | 受賞       | [ 17 ] |
| 国際ドキュメンタリー協会賞                         | 2021年1月16日  | 作曲賞                       | ケヴィン・スマット                                             | 受賞       | [ 18 ] |
| 国際ドキュメンタリー協会賞                         | 2021年1月16日  | 脚本賞                       | ピッパ・エアリック、ジェームズ・リード                         | ノミネート | [ 18 ] |
| 国際ドキュメンタリー協会賞                         | 2021年1月16日  | パレ・ローレンツ賞           | ピッパ・エアリック、ジェームズ・リード、クレイグ・フォスター   | 受賞       | [ 18 ] |
| ジャクソン・ホール映画祭                           | 2020年10月1日  | グランド・ティトン賞         | 『オクトパスの神秘: 海の賢者は語る』                           | 受賞       | [ 19 ] |
| ジャクソン・ホール映画祭                           | 2020年10月1日  | 人間&自然映画賞 (長編)       | 『オクトパスの神秘: 海の賢者は語る』                           | 受賞       | [ 19 ] |
| ジャクソン・ホール映画祭                           | 2020年10月1日  | 自然映画の中の科学賞 (長編)  | 『オクトパスの神秘: 海の賢者は語る』                           | 受賞       | [ 19 ] |
| ジャクソン・ホール映画祭                           | 2020年10月1日  | 編集賞                       | ピッパ・エアリック、ダン・シュヴァルム、ジンクス・ゴッドフリー | 受賞       | [ 19 ] |
| ジャクソン・ホール映画祭                           | 2020年10月1日  | 生態系映画賞 (長編)          | 『オクトパスの神秘: 海の賢者は語る』                           | ノミネート | [ 19 ] |
| ジャクソン・ホール映画祭                           | 2020年10月1日  | 長編映画賞                   | 『オクトパスの神秘: 海の賢者は語る』                           | ノミネート | [ 19 ] |
| ジャクソン・ホール映画祭                           | 2020年10月1日  | 撮影賞                       | ロジャー・ホロックス、クレイグ・フォスター                     | ノミネート | [ 19 ] |
| ジャクソン・ホール映画祭                           | 2020年10月1日  | 作曲賞                       | ケヴィン・スマット                                             | ノミネート | [ 19 ] |
| ジャクソン・ホール映画祭                           | 2020年10月1日  | オーディオスケープ賞         | バリー・ドネリー                                               | ノミネート | [ 19 ] |
| 全米製作者組合賞                                   | 2021年3月24日  | ドキュメンタリー映画賞       | クレイグ・フォスター                                           | 受賞       | [ 20 ] |
| サンディエゴ映画批評家協会賞                       | 2021年1月11日  | ドキュメンタリー映画賞       | 『オクトパスの神秘: 海の賢者は語る』                           | ノミネート | [ 21 ] |
| セントルイス映画批評家協会賞                       | 2021年1月17日  | ドキュメンタリー作品賞       | 『オクトパスの神秘: 海の賢者は語る』                           | ノミネート | [ 22 ] |